# Adam Leon Małachowski
Adam Leon Albin Kazimierz Małachowski herbu Nałęcz (ur. 1706 roku, zm. 6 stycznia 1767 roku w Bąkowej Górze) – krajczy wielki koronny w latach 1755-1767, wielokrotny marszałek sejmu, poseł, starosta oświęcimski w 1727 roku i wąwolnicki w 1738 roku, karaczkowski w 1756 roku, przedborski w 1758 roku, wójt Ucieszkowa w 1722 roku, pułkownik chorągwi husarskiej Pułku Najjaśniejszego Króla w 1760 roku.

## Życiorys
Syn Józefa Małachowskiego i Marianny Złotnickiej. Urodzony na ziemi sieradzkiej w wieku 11 lat został osierocony. Król August II nadał osobnym przywilejem, biednemu i niepełnoletniemu Adamowi, dzierżawę Uciskowa w dawnym powiecie wiślickim. Tam spędził pierwsze lata młodości. W roku szkolnym 1720/1 był słuchaczem Akademii Krakowskiej. W sierpniu 1732, w wieku dwudziestu lat, marszałkował na sejmiku w Szadku. Był już wtedy grodowym starostą oświęcimskim. Poseł województwa sieradzkiego na sejm 1732 roku. W 1733 roku podpisał elekcję Stanisława Leszczyńskiego. Był delegatem księstw oświęcimskiego i zatorskiego w konfederacji dzikowskiej 1734 roku. Został posłem na sejm nadzwyczajny pacyfikacyjny 1736 roku z księstw oświęcimskiego i zatorskiego. Jako stronnik Augusta III otrzymał królewszczyzny: dzierżawę Łęki w dawnym powiecie piotrkowskim i starostwo wąwolnickie w lubelskiem, które zamienił z Augustem Czartoryskim na Lubochnię w dawnym województwie sieradzkim. Od 27 maja 1755 roku był krajczym wielkim koronnym.
Za panowania Augusta III Sasa, Adam Małachowski był między innymi:
- w 1733 roku był posłem księstw oświęcimskiego i zatorskiego na sejm elekcyjny[8]
- w 1735 roku był posłem województwa krakowskiego na sejm pacyfikacyjny[9].
- poseł księstw oświęcimskiego i zatorskiego na sejm 1736 roku[10]
- w 1738 był komisarzem łęczyckim na Trybunał Skarbowy Radomski;
- w tym samym roku był z Oświęcimia posłem na sejm w Warszawie, otwierał 6 października posiedzenie i pomimo zerwania obrad, został wybrany deputatem do konstytucji z Małej Polski;
- w 1740 był posłem sandomierskim do sejmu;
- w 1743 we wrześniu wybrany komisarzem oświęcimskim do Trybunału Skarbowego w Radomiu;
- w 1744 w sierpniu ponownie jako poseł oświęcimski zasiadał w sejmie, został starostą mazurskim;
- w 1746 po raz kolejny zasiadał w Trybunale Skarbowym w Radomiu, ale tym razem jako pułkownik Chąrągwi Hussarskiej Króla Jegomości;
- i w tym samym roku zasiadał, wraz z synem (Stanisławem – starostą wąwolnickim) w sejmie, został deputatem do konstytucji;
- w 1748 będąc komisarzem wieluńskim do Trybunału w Radomiu został po raz pierwszy jego marszałkiem. Był także "podwójnym" posłem do sejmu: jako pułkownik "husarów" i przedstawiciel koła jeneralnego z Solca (koła generalne zakładało wojsko przed wyborami do sejmu);
- w 1749 został po raz piąty wybrany komisarzem Trybunału radomskiego;
- w 1750 po raz kolejny posłował do sejmu, tym razem z Oświęcimia;
- w latach 1751–1752 był po raz pierwszy marszałkiem Trybunału Głównego Koronnego w Piotrkowie;
- w 1754 był posłem na sejm z województwa sieradzkiego[11]
- ponownie był marszałkiem Trybunału w latach 1756 – 1757[3].
- poseł na sejm 1758 roku z województwa łęczyckiego[12].
- poseł na sejm 1760 roku z ziemi wyszogrodzkiej[13].
- poseł na sejm nadzwyczajny 1761 roku z ziemi wieluńskiej[14].
- w 1766 roku był posłem na Sejm Czaplica z województwa krakowskiego[15].

Czterokrotnie pełnił funkcję marszałka sejmu:
- 2 – 11 października 1758
- 6 – 13 października 1760
- 27 kwietnia – 2 maja 1761
- 4 – 7 października 1762

Został starostą karaczkowskim w powiecie latyczowskim na Podolu 4 grudnia 1756. Hetman Branicki, oddając Małachowskiemu jedną partię siły zbrojnej spowodował jego królewski awans na regimentarza. W 1757 król odznaczył go Orderem Orła Białego. W następnym roku otrzymał od króla, a właściwie odkupił od Jana Bobrownickiego (11 czerwca 1758), starostwo przedborskie. Był bardzo pobożnym człowiekiem, w Wielkiej Woli pod Paradyżem, w swoich rodzinnych stronach, łożył bardzo duże kwoty na klasztor i kościół oo bernardynów. Był ostatnim marszałkiem sejmu za panowania Augusta III, następne sejmy były zrywane przed wyborem marszałka. Po śmierci króla osiadł w Bąkowej Górze 6 km na północ od Przedborza.
Zmarł 6 stycznia 1767 w Warszawie. Został pochowany, zgodnie ze swoją wolą, w Wielkiej Woli (Paradyż) w habicie bernardyńskim.
Był stronnikiem rodu Potockich, biorąc udział w głosowaniach sejmowych zwracał szczególną uwagę innych, wypowiadając liberum veto. W czasie ostatniego bezkrólewia występował przeciwko pogwałceniu konwokacji przez Czartoryskich.
W 1764 r. upokorzył się przed królem Stanisławem Augustem Poniatowskim.
Ożenił się w 1727 roku z Anną Teofilą Rosnowską herbu Ogończyk.
Miał dwóch synów: Stanisława i Piotra.
Jego wnuk Józef Małachowski został posłem na Sejm Czteroletni.
Jedna z najbardziej znanych osobowości epoki oświecenia. Zasłynął jako osoba nie stroniąca od trunków, co dało mu sławę wielkiego pijaka.

## Odznaczenia
- Order Orła Białego (1757)